# Chiesa di San Martino Vescovo (Sedegliano)
La chiesa di San Martino Vescovo è la parrocchiale di Turrida, frazione di Sedegliano, in provincia e arcidiocesi di Udine; fa parte della forania del Medio Friuli.

## Storia
La prima citazione della pieve di Turrida, che era compresa nella diocesi di Concordia ed originariamente dipendente dalla pieve di San Giorgio, risale al 1186 ed è contenuta in una bolla di papa Urbano III.
Nel 1692 la chiesa fu completamente distrutta durante un'esondazione del Tagliamento assieme al paese; la nuova parrocchiale venne costruita nel XVIII secolo.
Il 1º maggio 1818 papa Pio VII aggregò la pieve alla diocesi di Udine; la chiesa venne poi consacrata il 3 aprile 1912 dall'arcivescovo Antonio Anastasio Rossi.
L'edificio fu restaurato in seguito al terremoto del Friuli del 1976 e nel 2003 la torre campanaria venne danneggiata da una folgore e poi ristrutturata.

## Descrizione

### Esterno
La simmetrica facciata a capanna della chiesa, rivolta a levante e scandita da quattro lesene ioniche sorreggenti il frontone triangolare, presenta al centro il portale d'ingresso, sormontato da un timpano.
Vicino alla parrocchiale si erge su un alto basamento a scarpa il campanile a pianta quadrata; la cella presenta su ogni lato una monofora ed è coperta una merlatura in stile guelfo.

### Interno
L'interno dell'edificio si compone di un'unica navata, sulla quale si aprono quattro cappelle laterali, introdotte da archi a tutto sesto, e le cui pareti sono scandite da lesene, sorreggenti la trabeazione modanata sopra cui s'imposta la volta a botte; al termine dell'aula si sviluppa il presbiterio, rialzato di alcuni gradini e chiuso dall'abside.